# Balta inermis
Balta inermis es una especie de cucaracha del género Balta, familia Ectobiidae.

## Distribución
Esta especie se encuentra en Mozambique y República Democrática del Congo.